# Roberto Aláiz
Roberto Aláiz (20 de julio de 1990, León, Castilla y León) es un atleta español que compite en los 3.000 m obstáculos y 5000 m. Participó en los Mundiales de Moscú 2013 y Pekín 2015 en la prueba de 3000 m obstáculos pero no alcanzó las finales. En cambio, en el Europeo de Zúrich 2014 consiguió el 5º puesto en la prueba de 5000 m, prueba en la que se hizo con el oro el británico Mo Farah.

## Palmarés nacional
Actualizado el 1 de septiembre de 2015.
- Campeón de España Promesa de 3000 m obstáculos (2011)
- Campeón de España Universitario de 3000 m obstáculos (2012)

## Resultados internacionales
Actualizado el 11 de septiembre de 2015.
| Año  | Competición                          | Lugar                    | Resultado                    | Distancia    |
| ---- | ------------------------------------ | ------------------------ | ---------------------------- | ------------ |
| 2009 | Campeonato Europeo junior            | Novi Sad, Serbia         | 12º (9:29.84)                | 3000 m Obst. |
| 2011 | Campeonato Europeo sub-23            | Ostrava, República Checa | 5º (14:24.62)                | 5000 m       |
| 2011 | Campeonato Europeo de Campo a Través | Velenje, Eslovenia       | 21º                          | sub-23       |
| 2012 | Campeonato Europeo de Campo a Través | Budapest, Hungría        | 17º                          | sub-23       |
| 2013 | Campeonato Europeo en Pista Cubierta | Gotemburgo, Suecia       | 7º (7:55:12)                 | 3000 m       |
| 2013 | Juegos Mediterráneos                 | Mersin, Turquía          | 8º (8:42.61)                 | 3000 m Obst. |
| 2013 | Campeonato Mundial                   | Moscú, Rusia             | 8º en eliminatoria (8:33.32) | 3000 m Obst. |
| 2014 | Campeonato Europeo                   | Zúrich, Suiza            | 5º (14:11.47)                | 5000 m       |
| 2014 | Campeonato Europeo de Campo a Través | Samokov, Bulgaria        | 15º                          |              |
| 2015 | Campeonato Mundial                   | Pekín, China             | abandono en eliminatoria     | 3000 m Obst. |

## Mejores marcas personales
| Mejores marcas personales | Mejores marcas personales | Mejores marcas personales      | Mejores marcas personales |
| Distancia                 | Tiempo                    | Lugar                          | Fecha                     |
| ------------------------- | ------------------------- | ------------------------------ | ------------------------- |
| 1.500 m                   | 3:41.06                   | Palencia, España               | 22 de junio de 2013       |
| 3000 m                    | 7:48.82                   | Los Corrales de Buelna, España | 16 de mayo de 2015        |
| 3000 m Obst.              | 8:19.85                   | Eugene, Estados Unidos         | 30 de mayo de 2015        |
| 5000 m                    | 13:38.89                  | Huelva, España                 | 12 de junio de 2014       |
| 10.000m                   | 28:27.76                  | Lisboa, Portugal               | 29 de marzo de 2014       |